# 식물의 잡종에 관한 실험
식물의 잡종에 관한 실험(독일어: Versuche über Pflanzen-Hybriden, 영어: Experiments on Plant Hybridization)은 현대의 유전학의 설립자로 간주되는 그레고어 멘델이 1865년 작성하고 1866년 출간한 논문이다. ‘멘델 법칙’은 곧 ‘유전 법칙’이라고 불릴 정도로 유전학에 가장 기초가 되는 핵심적인 원리들을 담고 있다. 멘델 이전에는 유전에 대하여, 물론 멘델의 논문에 유전이라는 단어는 한 번도 나오지 않지만, 부모가 가지고 있는 두 특성이 자손에게 섞여서 나타난다는 혼합 유전을 믿고 있었으며, 꽃가루가 식물의 자손을 형성할 때 밑씨보다 중요할 것으로 믿고 있었다. 멘델은 자신의 실험 결과를 토대로 이러한 오류들을 명확하게 정리했을 뿐만 아니라 부모의 형질이 자손에게 전달되는 오리무중이던 과정을 수학적·통계적으로 설명했다. 이 책은 이러한 멘델 법칙이 탄생하기까지의 끈질긴 실험 과정과 결과가 고스란히 담긴 논문이다. 멘델 법칙의 생생한 탄생 과정과 멘델의 집요하고 참을성 있는 탐구 태도를 엿볼 수 있다.

## 실험 결과
멘델 법칙의 정수라고 할 수 있는 실험 결과들이 나열되어 있다. 차례대로 살펴보면, 1) 유전학 재료로서 지녀야 할 특성으로 대립형질 상태를 규정했고, 2) 대립형질 상태는 잡종에서 우성과 열성으로 구분되어 나타나는데, 이들의 비는 3:1로 우성이 많음을 밝혔으며, 3) 이러한 비율이 잡종 제2세대에서도 지속됨을 확인했고, 4) 여러 개의 형질이 관여할 때에도 이러한 우성과 열성 관계 및 3:1이라는 비율이 유지됨을 규명했다. 그리고 난세포와 정세포가 지니고 있는 대립형질 상태를 역교배 실험으로 추정했고, 이를 토대로 당시 논쟁 중이었던 꽃가루(정세포)와 밑씨(난세포)의 관계가 1:1 대응 관계임을 밝혔다. 그는 또한 완두콩을 재료로 해서 규명된 사실들이 다른 식물에서도 적용 가능함을 확인했다. 마지막으로 멘델은 오늘날의 유전자 또는 대립유전자에 해당하는 요소라는 개념을 도입해, 이들 요소가 수정 과정을 거치면서 강제로 하나가 되었다가 다시 풀리는 과정을, 즉 오늘날의 감수분열 현상을 유추함과 동시에 생물의 형질을 전체로서 파악하지 않고 단위 형질들의 집합으로 설명했다.

## 멘델 법칙의 재발견
논문 내용은 당시 알려졌던 과학적 사실들과는 상당히 괴리감이 있었고, 멘델은 이전에는 단 한 번도 식물과 관련된 연구 논문을 발표한 적이 없던 인물이었다. 당시 멘델이 논문 별쇄본을 많은 사람들에게 발송했지만 상당수는 읽어 보지도 않았다.
1900년에 더프리스, 코렌스 체르마크 등 세 사람이 각기 독립된 연구를 진행하면서 이전에 멘델이 발표한 논문의 타당성을 인정하게 되고, 각자 연구 논문을 발표하면서 멘델 법칙은 재발견된다. 논문 발표는 더프리스가 시작했다. 그는 멘델의 논문 별쇄본을 가지고 있던 바이에링크로부터 멘델의 논문을 받았다. 더프리스는 멘델의 논문 내용을 자신의 연구 내용과 비교, 검토한 후 자신의 연구 내용의 요약본을 불어로 발표할 때에는 멘델의 이름을 명기하지 않았으나, 논문 전체를 1900년 ≪독일식물학회보≫ 18권에 발표할 때에는 멘델의 연구 업적을 인용했다. 더프리스의 학문적 경쟁자인 코렌스는 더프리스의 연구 요약본만을 보고 나서 멘델의 업적이 누락되어 있는 점을 확인하고, 이러한 내용과 자신의 연구 내용을 논문으로 정리해 ≪독일식물학회보≫에 투고했다. 한편 체르마크 역시 논문을 준비하고 있었는데, 더프리스와 코렌스의 연구 결과를 보고 나서 곧바로 ≪독일식물학회보≫에 연구 결과를 투고했다. 이 세 사람의 연구는 서로 정보 교환 없이 단독으로 진행되었지만, 논문의 결과를 논의하면서 멘델의 논문을 참고할 수밖에 없었고, 그 결과 이전까지 단편적으로 인용되어 오던 멘델의 업적이 세상에 다시 등장했다. 그러나 실질적으로 멘델의 업적을 널리 소개한 사람은 영국의 생물학자 베이트슨이다. 그는 멘델의 논문을 영어로 번역해 많은 사람이 볼 수 있게 했고, 이와 동시에 ‘유전학(Genetics)’이란 새로운 학문을 개척했다. 오늘날 널리 사용되는 유전학이라는 용어는 베이트슨이 만든 것으로 알려져 있다.